# Silver 'n Percussion
Silver 'n Percussion è un album in studio del pianista jazz statunitense Horace Silver, pubblicato nel 1977.

## Tracce
1. African Ascension Part 1: The Gods of Yoruba
2. African Ascension Part 2: The Sun God of the Masai
3. African Ascension Part 3: The Spirit of the Zulu
4. The Great American Indian Uprising Part 1: The Idols of the Incas
5. The Great American Indian Uprising Part 2: The Aztec Sun God
6. The Great American Indian Uprising Part 3: The Mohican and the Great Spirit

## Formazione
- Horace Silver – piano, arrangiamenti
- Tom Harrell – tromba
- Larry Schneider – sassofono tenore
- Ron Carter – basso
- Al Foster – batteria
- Babatunde Olatunji – percussioni
- Ladji Camara – percussioni (tracce 1–3)
- Omar Clay – percussioni (tracce 4–6)
- Fred Hardy, Lee C. Thomas, Fred Gripper, Bob Barnes, Bobby Clay, Peter Oliver Norman – voce
- Chapman Roberts – direzione, voce